# Mixophyes hihihorlo
Mixophyes hihihorlo är en groddjursart som beskrevs av Donnellan, Mahony och Davies 1990. Mixophyes hihihorlo ingår i släktet Mixophyes och familjen Myobatrachidae. IUCN kategoriserar arten globalt som otillräckligt studerad. Inga underarter finns listade i Catalogue of Life.